# C.C. (Code Geass)
C.C.是日本动画制作公司日昇动画制作的动画系列《Code Geass 反叛的鲁路修》中出场的一个虚构女性角色的化名。她的真名没有向观众们公开，在剧中仅自称为C.C.（读作C Two；/siːtuː/，日语为）。C.C.首次登场于2006年该作的第一季动画中，之后又出现在该剧许多系列漫画、OVA、小说和电子游戏等的衍生作品中。在动画中，她的日语配音演员是尤加奈，英语配音则是凯特·希金斯。
C.C.初登场时是一个被邪恶的神圣不列颠尼亚帝国拘禁起来进行人体试验的实验对象。实际上她却有着神秘的能使她不老不死的，被称为Code的力量。她为人神秘，有着刻薄、固执的个性。她可以给予他人Geass的力量，在剧中，她就将这种力量给了主角鲁路修·兰佩洛基。在这之后，她成为了鲁路修的盟友和保护者。有时她也亲自驾驶机甲或者协助鲁路修率领准军事组织黑色骑士团。后来，她在帮助鲁路修消灭其他滥用力量的Geass使用者之余，还协助他完成对神圣不列颠尼亚帝国的起义和夺权活动。
在2006年的Anime Grand Prix中，C.C.获得了最受欢迎女性角色的第三名，接下来的两年里又连续获得了第一名。

## 角色开发与刻画
C.C.（也称为C2）是日昇动画所制作的动画系列剧《Code Geass 反叛的鲁路修》中登场的一个虚构角色，初次出场于2006年该剧第一季动画中。这个角色的日语配音由野上尤加奈负责，英语配音则由凯特·希金斯负责。在剧中，C.C.是一个不老不死的年轻女子形象。这也使得C.C.被认为是不能被另一部日本动漫《死亡笔记》中能够杀死任何人的死亡道具所杀死的人。C.C.只是她的一个化名，其真名尚未公示给观众，仅在剧中以消音的台词传递给了主人公鲁路修。
C.C.有着长长的绿色头发和金色的瞳仁。她热衷于穿着各式各样的服装，依照时间和环境的不同而改变自己的穿着。在动画故事第一季中，她主要穿着一件白色紧身拘束服，这是不列颠尼亚帝国在故事开始前用来束缚她进行试验用的。而到了第二季中，她的主打服装变成了一套经过改良的黑色骑士团制服。这套以黑色为主色调的服装有着长长的垂摆和一条红色的腰带，另外还搭配有手套和白色内衣。她有时也会穿着鲁路修的衣服，包括他扮演Zero时的服装，来扮演诱饵将鲁路修从困境中解救出来。
C.C.拥有某些精神力量，学者丹尼·卡瓦拉罗（Dani Cavallaro）称她为Code Geass系列中的“命运女巫”。C.C.拥有“Code”的力量，这种力量是几百年前一个修女给与她的。起初她拥有Geass的力量，可以使得周边的人都爱上她，直到获得Code的力量后她变得长生不老，不受年龄和传统伤害的影响。在她漫长的生命中，过去曾饱受伤害，被绑上火刑柱，被送上断头台，也曾被装入铁处女接受酷刑。当她使用她的力量时，身上会有一个魔符发光。当她一个人独处时，有时会自言自语，像是在和不在场的人讨论。后来的剧情揭示这是一种心灵感应的交流，而鲁路修已故的母亲玛丽安娜王妃就是这种能力的使用者之一。C.C.既可以赋予人们Geass的力量，也可以收回他们的Geass，或者感知到周围拥有Geass力量的人的存在。
C.C.是一个有能力的领导者以及作战行动策划者，她同样也会使用机甲或枪支参与战斗，并且有一定的武术造诣。在图片广播剧中，在与黑色骑士团成员卡莲的一次对话中，她说虽然自己有能力做几乎任何事情，但是却更乐意选择指使别人去做。她沉着冷静，意志坚强，很少去麻烦到别人，有时还会选择保留信息。她有一种冷幽默感，对世界有一种虚无主义的看法。她对自己的不老不死不屑一顾，虽然对主人公鲁路修·兰佩洛基偏爱有加，但仍然会感到孤独和疏离。
C.C.非常喜欢吃披萨，有时会冒着暴露自己身份的风险来得到想要吃的披萨。

## 角色特质

### 角色背景
从故事的回忆片段可知，C.C.出生在中世纪欧洲的某个地方。在获得Geass的力量之前只是一个十岁左右的孤儿。一个修女将她捡回修道院并赋予了她Geass的力量。这份Geass力量使她可以让任何人爱上自己。当C.C.厌倦了他人被强迫的爱时，就转而寻求那位超越自己力量的修女的爱。然而，当C.C.的Geass力量渐长时，修女透露出了她将Geass力量赐予给C.C.的本意是为了让自己摆脱Code，从永生之中得到解脱。修女因此折磨年轻的C.C.并强行将自己的Code移植到她身上。在C.C.因获得Code而得以永生之后，在剧集第一季大结局中的一个震撼场景裡展示了她过去的回忆，包括跨越几个世纪的不同类型的反复“死亡”。
她之前的一份Geass契约对象是已故的不列颠尼亚帝国皇妃玛丽安娜。玛丽安娜也是《Code Geass》主角鲁路修·兰佩洛基的母亲。在帮助玛丽安与其丈夫不列颠尼亚帝国皇帝查尔斯·Zi·不列颠尼亚实现了他们的目标之后，C.C.被任命为Geass教团的负责人。这个教团是一个研究并产出Geass使用者的秘密组织。然而，在玛丽安娜去世的消息传来之后，她就离开了教团，由皇帝的兄弟V.V.接手教团。几年后，她被一名驻日不列颠尼亚使节抓获，这名使节对她的长生不老很感兴趣，并打算把她带到不列颠尼亚帝国皇城潘德拉贡。

### Code Geass 反叛的鲁路修
在本剧的开始，已经成为神圣不列颠尼亚帝国属地的日本被更名为11区，此时11区的大阪地区遭到了攻击，C.C.作为“不列颠政府的一项重要安全资产”被躲藏在新宿集住地的恐怖分子偷走。结果，时任11区总督下令消灭新宿地区的住民。在这次暴力事件中，C.C.和主人公鲁路修意外相遇。初次相遇时，鲁路修曾试图帮助她逃离不列颠尼亚士兵的追击。但由于她在挺身保护鲁路修时中枪，因此以为她已经死亡的鲁路修将她的尸体留在了事件现场。
在第五集中，她出人意料地再次出现在鲁路修的家中。被鲁路修发现时她与鲁路修的妹妹娜娜莉正在惬意的折纸，自此被鲁路修得知其有不死的能力。在这之后，由于鲁路修选择化身为针对不列颠尼亚的假面叛乱分子领袖Zero，因此她一直关注着鲁路修的行动，甚至在可能危及生命的情况下还穿着Zero的衣服假扮鲁路修。再后来她加入了鲁路修以Zero之名创建的军事组织黑色骑士团，在团中她被视为Zero的亲密顾问之一。她在黑色骑士团内的非正式立场使她与其他成员产生了一些摩擦。
当黑色骑士团得到不列颠尼亚制造的KMF高文后，她成为了高文的驾驶员，而鲁路修则负责操作武器。在本季最后一集，她让鲁路修去救娜娜莉，而自己则驾驶高文同追击而来的杰瑞米亚·哥特瓦尔德所驾驶的齐格弗里德缠斗。在吻过后鲁路修，她驾驶着高文拖着齐格弗里德一起冲向海底。

### Code Geass 反叛的鲁路修R2
在第二季开始的时候，C.C.是黑色骑士团残党的领导人。她与其他黑色骑士团剩余成员一起策划了一次行动，从不列颠尼亚皇帝手中解锁了鲁路修被篡改的记忆。在鲁路修恢复记忆后，她再次成为他的顾问。故事中期，在确定了Geass教团当下的位置后，鲁路修命令C.C.带队攻击该设施。在设施裡，她极不情愿地杀死了自己过去在Geass教团中的部下们。
在鲁路修与C.C.一起进入神秘的精神领域阿卡夏之剑系统后，她向鲁路修透露其最大的愿望就是放弃她的Code而死去。由于鲁路修还没有准备好接受她这个最大的愿望，因此她打算把自己的Code给鲁路修的父亲查尔斯皇帝。鲁路修出手阻止她的行动并将她救出阿卡夏之剑。然而C.C.却因此失去自从她得到Geass那天起之后的一切记忆，把自己变回了一个受惊吓的奴隶女孩的状态。鲁路修认为自己对此负有责任，因而把C.C.安顿在自己的房间里，并试图减轻失忆后C.C.的不适感。后来，被鲁路修的母亲玛丽安娜以Geass能力灵魂附身的不列颠尼亚帝国皇帝直属圆桌骑士阿尼亚找到了C.C.并恢复了她的记忆。之后两人前往神根岛，准备再次进入阿卡夏之剑，途中救出了昏迷的朱雀。他们进入阿卡夏之剑后，由于C.C.的存在，使得皇帝查尔斯得以成功开始连接诸神的黄昏，将每个人的意识合并为潜意识集合体。然而鲁路修在连接完成之前杀死了皇帝查尔斯和支持这一计划的母亲玛丽安娜。C.C.则因背叛了查尔斯二人的计划而幸免于难。一个月后，C.C.帮助鲁路修夺取了神圣不列颠尼亚皇帝的宝座，成为帝国新皇帝。
在剧情接近尾声的时候，C.C.和鲁路修會合在一起，互相安慰，直到鲁路修被他以前的黑色骑士团盟友攻击而打断。C.C.坐上了她专属的KMF兰斯洛特，与前黑色骑士团成员紅月卡莲缠斗以帮助鲁路修逃脱追击。当她被卡莲轻易击败时，KMF的逃生装置启动将她带到了安全的地方。最后，当鲁路修以邪恶皇帝的身份计划公开处决被俘的黑色骑士团成员时，C.C.在一座教堂裡为鲁路修祈祷。与此同时，鲁路修也按照他和朱雀制定的名为“零之镇魂曲”的计划被当众刺杀。在尾声中，可以看到C.C.坐在一辆马车的后座上在乡间旅行，边回忆起鲁路修如何证明Geass的力量并不会带来孤独，边表达了对他的感情。

### 复活的鲁路修
2019年上映的续作动画电影《Code Geass 复活的鲁路修》讲述了重编电影三部曲一年之后的故事。揭露了C.C.在“零之镇魂曲”之后就一直在照顾着从刺杀事件中存活下来但失去常人心智的鲁路修。他们周游世界以寻找未被鲁路修破坏的可以进入C的世界的入口遗迹。当他们终于在吉尔克斯坦王国找到通往C的世界的入口后，C.C.就设法进入C的世界以恢复鲁路修的心智。之后又协助鲁路修从吉尔克斯坦王国手中救出了枢木朱雀和娜娜莉。在电影的最后，C.C.和化名为L.L.的鲁路修一起成为Geass猎人周游世界，寻找散落的Geass碎片。

## 其他影视作品

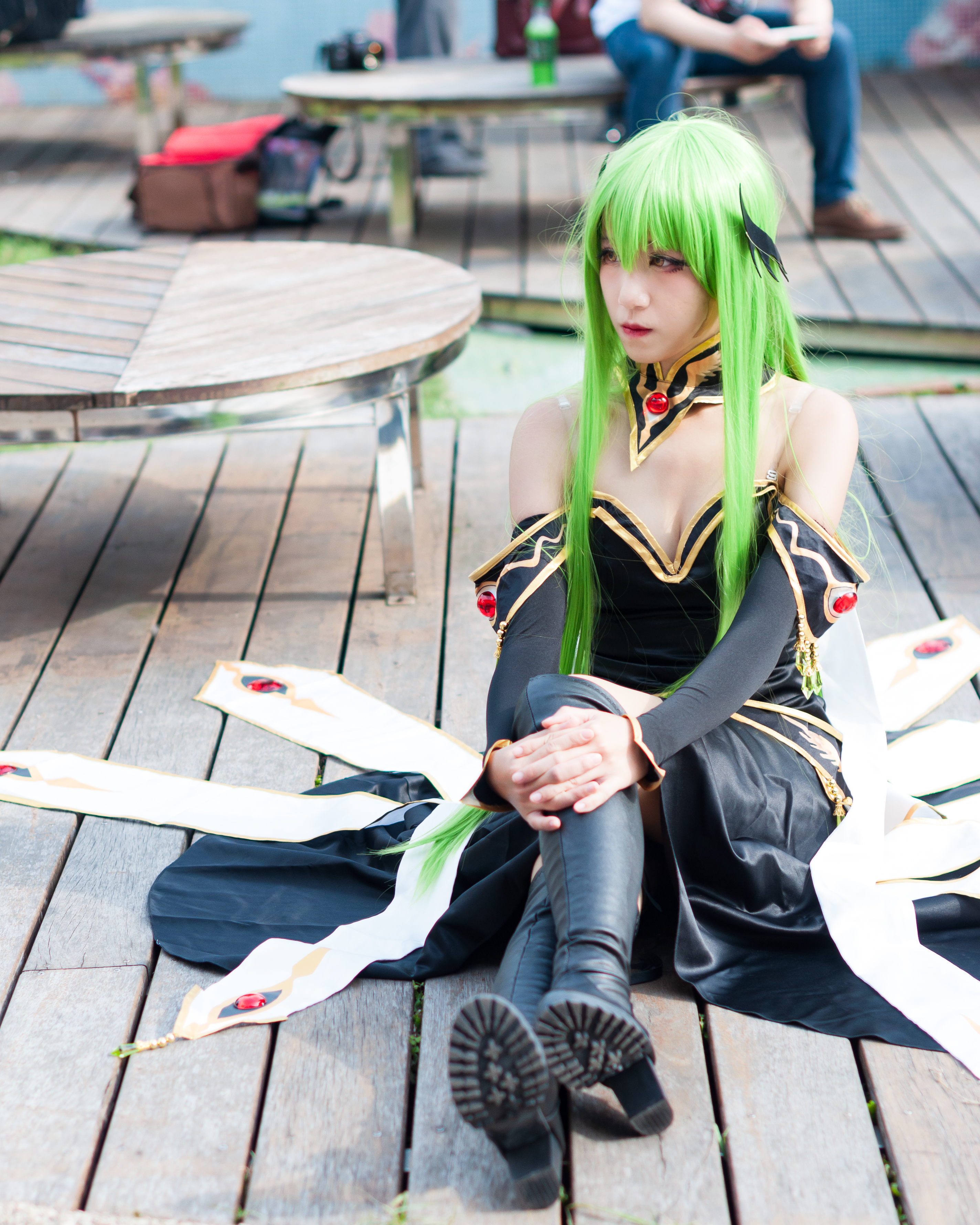
第30屆亞洲動漫創作展中飾演C.C.的Cosplayer

C.C.在2012年到2016年的《Code Geass》衍生剧《Code Geass 亡国的阿基德》中再次登场。2017年3月媒体报道，凯特·希金斯将在2017年6月27日日昇动画出品的《Code Geass 亡国的阿基德》中再次担任C.C.的英语配音。

### 漫画和漫画小说
在2006到2010年间出版的《Code Geass》改编漫画中，C.C.多次出现在情节中。在2007年和2008年出版的动画衍生作品《娜娜莉的梦魇》中，C.C.协助了鲁路修和娜娜莉的政治策略。
在2009年发行的漫画小说《Code Geass 反攻的朱雀》中，C.C.的角色与动画几乎完全相同。在2011年的漫画小说《Code Geass 漆黑的莲夜》中再次出现。她与主角莲夜签订了一份契约，这样莲夜就可以使用Geass来保护自己的朋友。在2017年开始连载的漫画《家庭教师鲁路修》中，C.C.与鲁路修签订的契约让她变成了鲁路修辅导的学生。

### 电子游戏
在2008年发行的PlayStation 2和PlayStation Portable平台电子游戏《Code Geass 叛逆的魯魯修：失去的色彩》中，C.C.时常会与主角Rai互动。C.C.甚至在Rai的房间里吃披萨，后来还出面邀请Rai加入黑色骑士团，游戏因玩家的不同选择而会产生不同的结果。在手机游戏《Code Geass 反叛的魯路修 Lost Stories》中。C.C.和她所驾驶的KMF还出现在2010年的视频游戏《异世纪机器人大战：R》中。
C.C.和其他《Code Geass 反叛的鲁路修》第一季出场阵容首次亮相于《第2次超級機器人大戰Z 破界篇》，分别使用他们在第一季中驾驶的KMF出场。同样作为联动项目中的角色之一，C.C.和其他角色也加入到了手机游戏《7 Rhythm Dash》中。

## 主要评价
在《Animage》杂志举办的第29届Anime Grand Prix中，C.C.在最受欢迎的女性角色排行榜上排名第三，随后的两年，即2007年和2008年，她都是榜首。